# 新・恐怖の百物語
『新・恐怖の百物語』（しん・きょうふのひゃくものがたり）とは、2006年3月から同年7月まで関西テレビで放送されたトーク番組である。

## 概要
一般からの参加者たちがスタジオで稲川淳二らに自身の恐怖体験を語っていた深夜番組で、1991年に同局で放送された『恐怖の百物語』の内容をほぼそのまま継承していた。

## 出演者

### 司会
- 稲森誠（タレント）

### レギュラー
- 稲川淳二（タレント）
- 佐原衣唆往（霊能力者）

## スタッフ
- 企画：横山閲治郎
- プロデューサー：永井靖、四方章雄、木村友紀
- 構成・演出：林田浩二
- ナレーター：望月カオル
- 制作協力：パラダイスピクチャーズ
- 制作：関西テレビ放送

## 関連商品

### 書籍
- 新恐怖の百物語（2006年7月28日発売、関西テレビ放送、二見書房、ISBN 4-576-06126-7）

### DVD
- 稲川淳二の新・恐怖の百物語 その壱（2006年4月26日発売、avex trax）
- 稲川淳二の新・恐怖の百物語 その弐（2006年4月26日発売、avex trax）
- 稲川淳二の新・恐怖の百物語 その参（2006年5月24日発売、関西テレビ）
- 稲川淳二の新・恐怖の百物語 その四（2006年5月24日発売、関西テレビ）
- 稲川淳二の新・恐怖の百物語 その伍（2006年7月26日発売、関西テレビ）
- 稲川淳二の新・恐怖の百物語 その六（2006年7月26日発売、関西テレビ）